# Rudistni vapnenac
Rudistni vapnenac geološki je naziv za vapnenac iz gornje krede. U rudistnom vapnencu prevladavaju veći ili manji dijelovi, a ponekad i cijele ljušture rudista, izumrlih prapovijesnih školjkaša. Rudisti su smatrani kamenotvornim organizmima jer im ljušture mogu biti slojevito ugrađene u stijene vapnenca.

## Rudistni vapnenac u Hrvatskoj
U Hrvatskoj, rudistni vapnenac veoma je zastupljen u geološkoj strukturi otoka i priobalja gdje se i dalje iskorištava. Rudistni vapnenac također je prisutan i u unutrašnjima dijelovima Hrvatske kao što su: Kordun, Papuk, Zagrebačka gora i Žumberak. Rudistni vapnenac značajan je u kamenarstvu. Rudistni vapnenac čini većinu bijelog građevnog, blokovskog kamena koji se vadi od antike u Istri, Trogiru kao i na otocima Brač i Korčula.